# Chrysopidia garhwalensis
Chrysopidia garhwalensis là một loài côn trùng trong họ Chrysopidae thuộc bộ Neuroptera. Loài này được Ghosh miêu tả năm 1986.